# 涂贽
涂贽，江西丰城人，清朝政治人物。
涂贽曾接替高凌云任上海县知县一职，1660年由陆宗贽接任。